# Anna Masera
Anna Masera (Milano, 19 gennaio 1960) è una giornalista e blogger italiana.

## Biografia
Dopo la laurea in storia alla Yale University ha ottenuto il master in giornalismo presso la Columbia University di New York.
Ha iniziato la professione giornalistica italiana al quotidiano economico Italia Oggi nel 1986, per poi passare all'agenzia Reuters e ai mensili Fortune e Espansione della Arnoldo Mondadori Editore. In questo periodo ha collaborato come corrispondente dall'Italia alla rivista specializzata americana Advertising Age.
Nel 1994, dopo una collaborazione al talkshow Milano, Italia di Rai 3, è approdata al settimanale Panorama e da allora segue gli sviluppi di Internet e i nuovi media.
Dal 1999 è a La Stampa, dove ha lanciato la redazione del sito web della testata torinese, di cui è stata anche caporedattrice; è stata inoltre Social media Editor sempre de La Stampa dal 2012.
Dal 2007 al 2011 ha inoltre collaborato come blogger per il Guardian coprendo argomenti di politica ed attualità italiana.
Nel gennaio 2014 ha lasciato temporaneamente il suo lavoro a La Stampa per entrare in carica come Capo dell'Ufficio Stampa e Responsabile della Comunicazione della Camera dei deputati, votata a larga maggioranza dall'ufficio di presidenza della Camera (10 voti a favore, 2 contrari e 3 astenuti) il 22 dicembre 2013.
Nel 2016 è tornata a La Stampa con il ruolo di public editor (garante dei lettori e utenti web).
È nel Board of Trustees del Centro Nexa su Internet e Società al Politecnico di Torino.
È stata direttrice dei laboratori e della testata "Futura" del Master in Giornalismo "Giorgio Bocca" all'Università di Torino dal 2016 al 2020. 
Dall'inizio del 2014 alla fine del 2015 è stata Capo dell'Ufficio Stampa e Responsabile della Comunicazione della Camera dei deputati.
Dal 2016 al 2021 è stata Garante dei lettori (e utenti web) del quotidiano torinese La Stampa
Nel 2022 è stata vice direttrice per lo sviluppo digitale del Giornale di Brescia.

## Premi e riconoscimenti
Su segnalazione di Hal Varian, Chief Economist di Google e vincitore del Premio "È giornalismo" nell'edizione del 2013, ha ricevuto il premio in denaro legato al riconoscimento giornalistico stesso assieme ad Arianna Ciccone (cofondatrice del Festival Internazionale del Giornalismo).